# Сингх, Сатпал
Сатпал Сингх (хинди सतपाल सिंह, англ. Satpal Singh; род. 1 февраля 1955 года) — индийский тренер по борьбе и бывший борец вольного стиля. Чемпион Азиатских игр 1982 года. Серебряный призёр чемпионатов Азии и игр Содружества. Участник Олимпийских игр 1972 и 1980 годов. Награждён третьей и четвёртой по старшинству гражданскими наградами Индии Падма Бхушан и Падма Шри, а также спортивными премиями Арджуна и Дроначарья.

## Биография
Сатпал родился 1 февраля 1955 года в деревне Бавана в Северо-Западном Дели.
Занимался борьбой, тренируясь под руководством известного тренера Гуру Ханумана.
В 1972 году в 17 лет принял участие в Олимпийских играх в Мюнхене как борец вольного стиля в категории до 82 кг. В первом поединке победил поляка Здзислава Столярского, но затем проиграл турку Вехби Акдагу и гватемальцу Джозефу Бёрджу и выбыл из соревнований.
Два года спустя завоевал серебро на Играх Британского Содружества наций и бронзу на Азиатских играх в Тегеране. На следующих играх Содружества выступал уже в категории до 100 кг, вновь заняв второе место. С таким же результатом в конце года выступил на Азиатских играх в Бангкоке, будучи уже в самой тяжёлой весовой категории, свыше 100 кг. В ней же вступил и завоевал серебро на Чемпионате Азии годом позже.
К Олимпийским играм в Москве вернулся в категорию до 100 кг, но выступил неудачно, проиграв два первых поединка с чехословаком Юлиусом Стрниско и поляком Томашем Буссе. В 1981 снова 
стал вице-чемпионом Азии. На следующий год принял участие в чемпионате мира, заняв на нём седьмое место, играх Содружества, выиграв серебро, и стал победителем  Азиатских игр в Нью-Дели.
В 1988 году организовал акхара для тренировок по борьбе с коллегой-тренером Вирендером Сингхом на стадионе Чхатрасал в Дели.
Двукратный медалист олимпийских игр Сушил Кумар тренировался под руководством Сатпала с 1994 года, в том числе во время подготовки к Олимпиадам в Пекине и Лондоне.
Сушил также женат на дочери Сатпала — Сави.
В настоящее время Сатпал работает заместителем директора по образованию в Дели. Также является президентом школы Федерации игр Индии.